# Lyman (Maine)
Lyman es un municipio (en inglés, town) del condado de York, Maine, Estados Unidos. Según el censo de 2020, tiene una población de 4525 habitantes.

## Geografía
La localidad está ubicada en las coordenadas 43°29′59″N 70°38′53″O / 43.49972, -70.64806 (43.499713, -70.647957). Según la Oficina del Censo de los Estados Unidos, Lyman tiene una superficie total de 104.87 km², de la cual 101.01 km² corresponden a tierra firme y 3.86 km² son agua.

## Demografía
Según el censo de 2020, hay 4525 personas residiendo en Lyman. La densidad de población es de 44.8 hab./km². El 93.28% de los habitantes son blancos, el 0.53% son afroamericanos, el 0.38% son amerindios, el 0.80% son asiáticos, el 0.35% son de otras razas y el 4.66% son de una mezcla de razas. Del total de la población, el 1.30% son hispanos o latinos de cualquier raza.

## Gobierno
El municipio está gobernado por una Junta (Board of Selectmen) integrada por cinco miembros.